# 鎮 (中華民國)
鎮是中華民國地方制度中最基層的地方自治團體，設於縣之下，地位與鄉及縣轄市相當。鎮設鎮公所及鎮民代表會，分別為地方行政機關與地方民意機關。鎮下轄里，和鄉下所轄之村同級。
目前中華民國有38個鎮，人口最多與最少的鎮分別是新竹縣竹東鎮與臺東縣關山鎮，2024年底兩鎮人口分別為97,733人與7,954人，有2個鎮的人口不足1萬人，分別是臺東縣關山鎮（7,954人）與南投縣集集鎮（9,776人）。面積最大與最小的鎮分別是花蓮縣玉里鎮與宜蘭縣羅東鎮，兩鎮面積分別為252.3719平方公里與11.3448平方公里；人口密度最高與最低的鎮分別是宜蘭縣羅東鎮與花蓮縣鳳林鎮，2024年底兩鎮人口密度分別為每平方公里6,138人與每平方公里86人。

## 沿革

現行鎮分布圖

清朝時即在縣以下行政區劃中，城、鎮是傳統政治和消費中心；鎮偏重於鄉村間的商業中心，經濟上有助於鄉村。1909年1月，清政府頒布《城鎮鄉地方自治章程》，規定在50,000人口以上的村莊、屯集地建鎮，設自治組織，議決及辦理地方自治事宜，這是明確規定鎮建制的首部法規。

但目前《地方制度法》並無詳細規定鎮的設置標準，僅有在都市計畫法中，規定鎮與縣轄市均需擬定都市計畫；鄉則由縣政府指定才需訂定都市計畫。一般而言，全部沿襲1999年尚未頒定《地方制度法》之舊有標準。台灣現行的鄉鎮，主要從日治時期1920年在台灣施行「街制度」下的庄、街直接改制為鄉、鎮而來。

## 《鄉改鎮條件兩項》的誕生與廢除
民國42年（1953年）時，臺灣省政府主席俞鴻鈞，鑑於原有《臺灣省各縣市實施地方自治綱要》中，並無鄉升格為鎮之相關規定，所以呈請行政院是否可增列有關「鄉改制為鎮條件」的行政命令，行政院核可後，臺灣省政府便發布行政命令《鄉改鎮條件兩項》，具體如下：
1. 人口在10,000人以上，且有6,000人以上集中在鄉公所在地區者。
2. 街道建築具有規模，工商發達，交通便利，合乎都市計畫條件者。

符合《鄉改鎮條件兩項》之規定的鄉，得申請臺灣省政府核可，改制為鎮。如宜蘭縣頭城鎮、苗栗縣通霄鎮等，而臺南縣學甲鎮（今臺南市學甲區）則是最後一個由鄉改制為鎮的事例。此外，於1958年，由臺北縣中和鄉轄區，分割出永和鎮。
但因戰後臺灣人口遽增，民國40－50年代開始，符合《鄉改鎮條件兩項》而具有申請為改制為鎮之資格的鄉大為增加。在臺南縣學甲鄉向臺灣省政府申請改制為鎮的史料文件檔案中便提到，學甲鄉方面已獲知，臺灣省政府，鑑於當時臺灣省234個鄉當中，符合《鄉改鎮條件兩項》者，竟高達195鄉之多，已有研擬廢除《鄉改鎮條件兩項》之議論。而臺南縣學甲鄉則是這195個鄉中，最後一個成功獲臺灣省政府核可，而改制為鎮者（1968年2月2日）。此後不久，臺灣省政府便廢除《鄉改鎮條件兩項》（同年2月17日），歷時僅15天左右，此後再也沒有相關規定。
因《鄉改鎮條件兩項》，是臺灣省政府發布的行政命令，並非立法院制訂的法律，所以臺灣省政府可以隨意廢除，欠乏制度穩定性。臺灣解嚴後，對於依法行政之要求提高，故於1994年，立法院制訂《省縣自治法》，作為地方自治的法源依據，為臺灣地方自治史上第一部法律，但其中並未有「鄉改制為鎮」之條款。1999年，立法院制訂《地方制度法》以替代《省縣自治法》，是現行臺灣地方自治制度中的重要法律，然《地方制度法》亦無「鄉改制為鎮」之條款，其後數次修訂，亦無「鄉改制為鎮」條款的增訂。
自廢除《鄉改鎮條件兩項》以後，雖有地方制度相關法規、法律多有修訂，然而皆無「鄉改制為鎮」的規定，在缺乏法源依據的情形下，再無鄉改制為鎮之事例。民國60年代後，臺灣經濟起飛，有些屬於都市衛星鄉鎮的鄉，人口飆升，事實上已「城鎮化」；而於農業縣份中也有若干新崛起且實質上已「城鎮化」的鄉，但因缺乏法源作為依據，皆無法改制為鎮，名義上仍舊稱為鄉。譬如桃園縣升格成直轄市前，其龜山鄉人口高達14萬之譜；同縣龍潭鄉人口高達約11萬5,000餘人，比同縣大溪鎮（人口約9萬2,000人）還多，當然也遠比臺灣其他許多鎮還繁榮，但無法改制為鎮。現今「鄉比鎮還熱鬧」的情況，在臺灣各縣中極為常見，如花蓮縣吉安鄉，人口也比同縣的鳳林鎮、玉里鎮高出許多。
一般而言早期農業縣份的鎮，通常比鄉繁榮，但這些早期設置的鎮中，有些因為產業沒落而人口流失，而有人口比同縣其他鄉為少的情形。例如臺北縣瑞芳鎮（今新北市瑞芳區）因礦業極盛一時，人口曾居該縣之冠，但因結束礦業開採，人口外移嚴重，而同縣之中，於當時人口較瑞芳鎮為少的一些鄉，如土城鄉、中和鄉，早已改制為縣轄市。
又譬如在2000年，高雄縣林園鄉（今高雄市林園區）曾提出欲改制為鎮的要求，但也因上述無法源依據的背景下，未能成功改制為鎮。

## 現況
目前全國共設有38個鎮，僅澎湖縣、連江縣未設鎮，其中以彰化縣設有6個鎮為最多，其次為苗栗縣及雲林縣設有5個鎮，其餘各縣至少設有2個鎮。人口最多的鎮為南投縣草屯鎮（97,608人｜2019年12月底統計)；人口最少則是臺東縣關山鎮（7967人｜2024年10月底統計)。
又由前小節可知，今日各縣所管轄的鄉與鎮，因為早已無「鄉改制為鎮」的條款法源依據，所以出現許多「鄉」人口多於「鎮」之情況。現今國內各縣中，一定會有至少一個「鄉」的人口多於同縣內的某個「鎮」，已經沒有一個縣是例外，造成了當今「鄉鎮無差別」的現象。
目前全國之「鎮」數目統計：
| 縣   | 新竹縣               | 苗栗縣                             | 彰化縣                                    | 南投縣                      | 雲林縣                             | 嘉義縣        | 屏東縣               | 宜蘭縣               | 花蓮縣        | 臺東縣        | 金門縣               | 全國 總計 |
| ---- | -------------------- | ---------------------------------- | ----------------------------------------- | --------------------------- | ---------------------------------- | ------------- | -------------------- | -------------------- | ------------- | ------------- | -------------------- | --------- |
| 鎮名 | 關西鎮 新埔鎮 竹東鎮 | 苑裡鎮 通霄鎮 竹南鎮 後龍鎮 卓蘭鎮 | 和美鎮 鹿港鎮 北斗鎮 溪湖鎮 田中鎮 二林鎮 | 埔里鎮 草屯鎮 竹山鎮 集集鎮 | 斗南鎮 虎尾鎮 西螺鎮 土庫鎮 北港鎮 | 布袋鎮 大林鎮 | 潮州鎮 東港鎮 恆春鎮 | 羅東鎮 蘇澳鎮 頭城鎮 | 鳳林鎮 玉里鎮 | 成功鎮 關山鎮 | 金城鎮 金湖鎮 金沙鎮 | 全國 總計 |
| 鎮數 | 3                    | 5                                  | 6                                         | 4                           | 5                                  | 2             | 3                    | 3                    | 2             | 2             | 3                    | 38        |

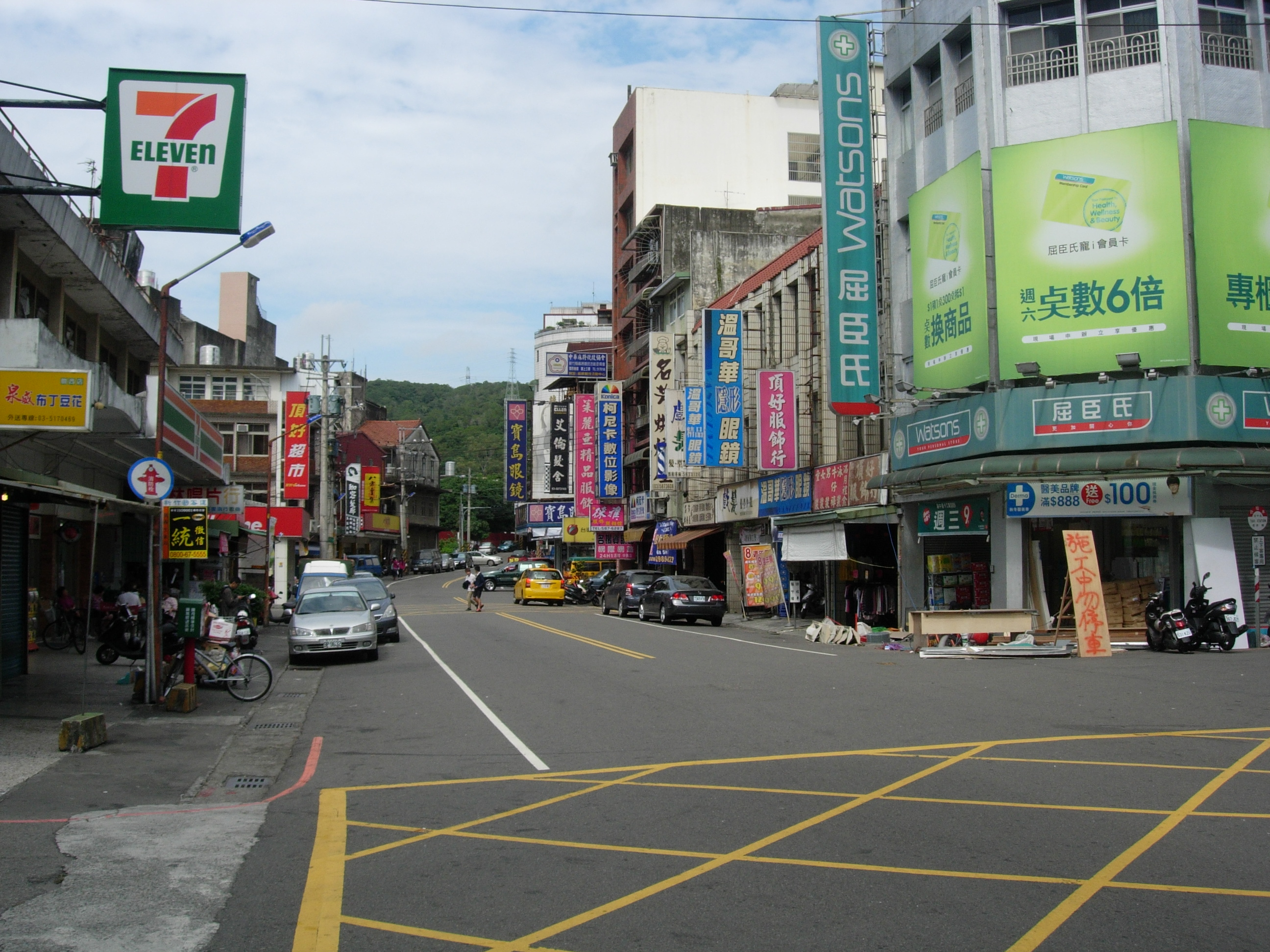
新竹縣關西鎮
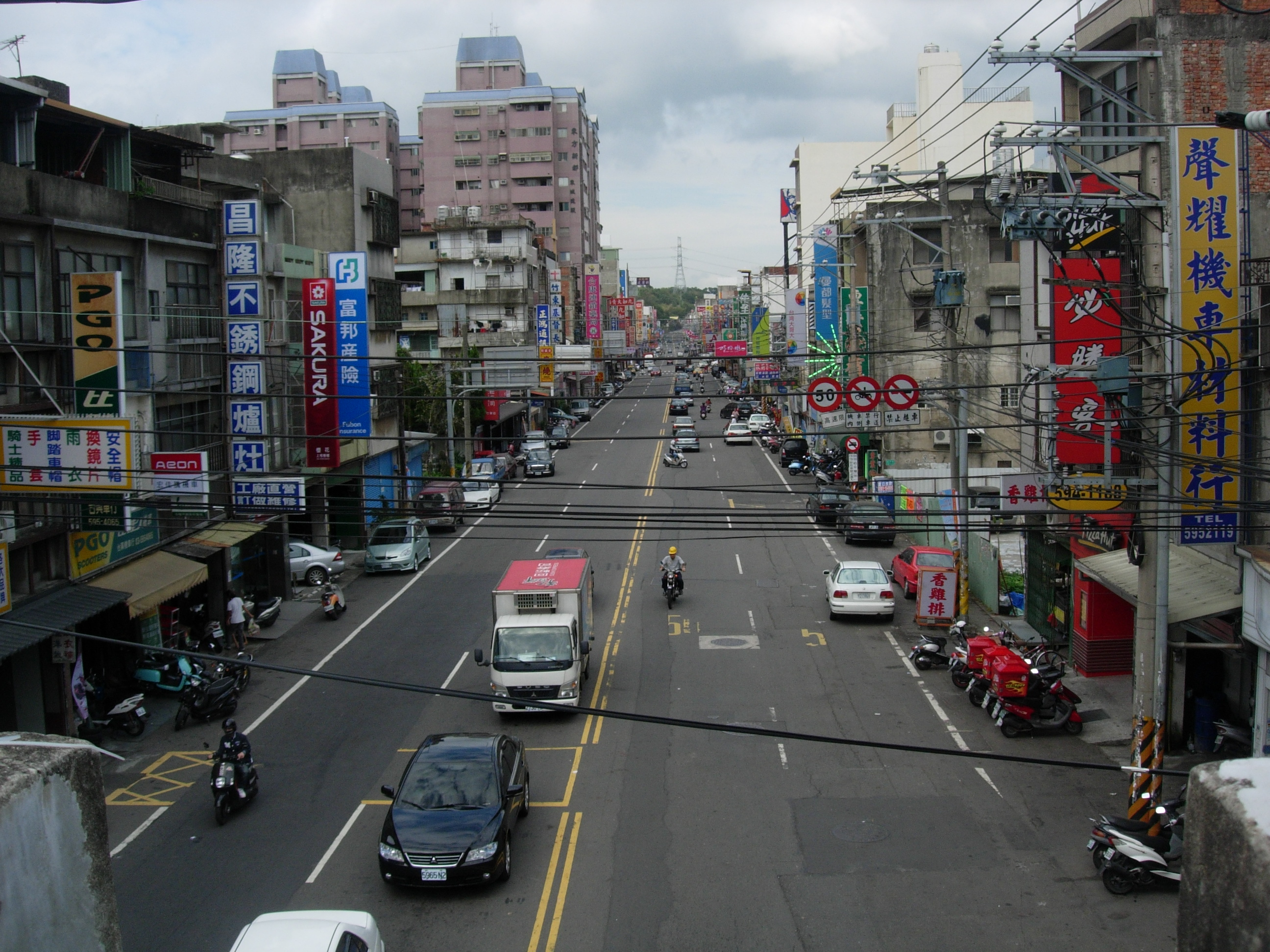
新竹縣竹東鎮
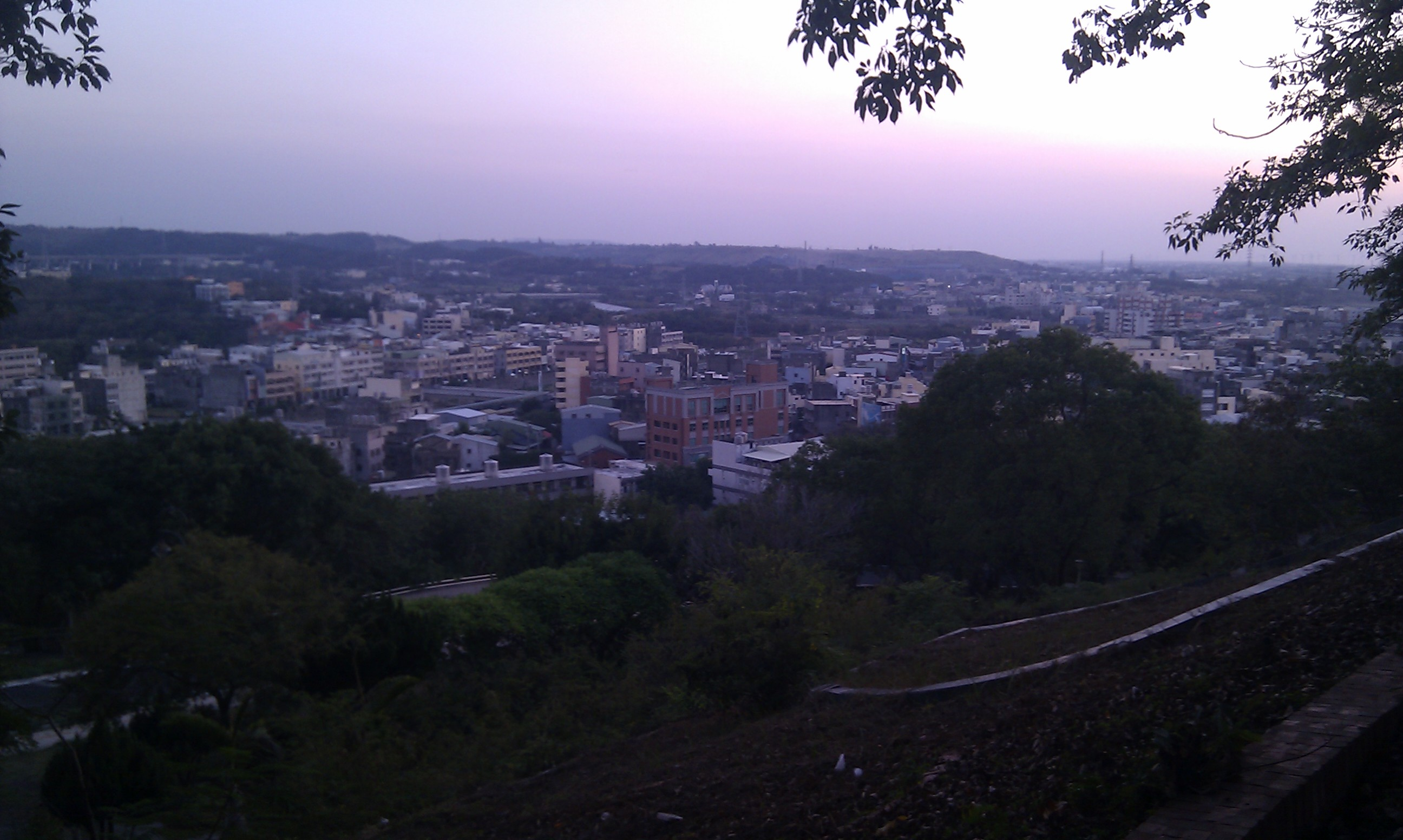
苗栗縣通霄鎮
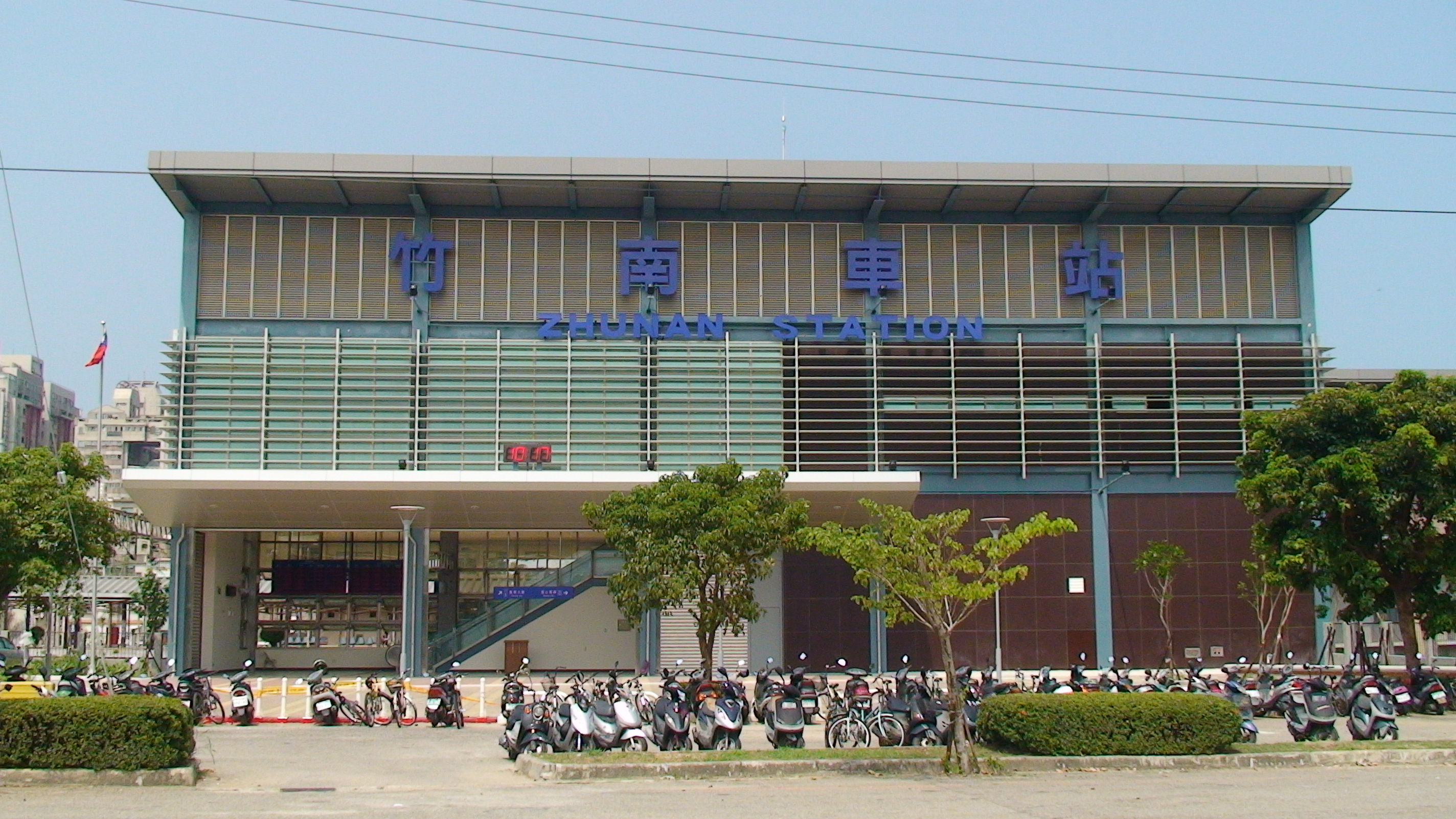
苗栗縣竹南鎮
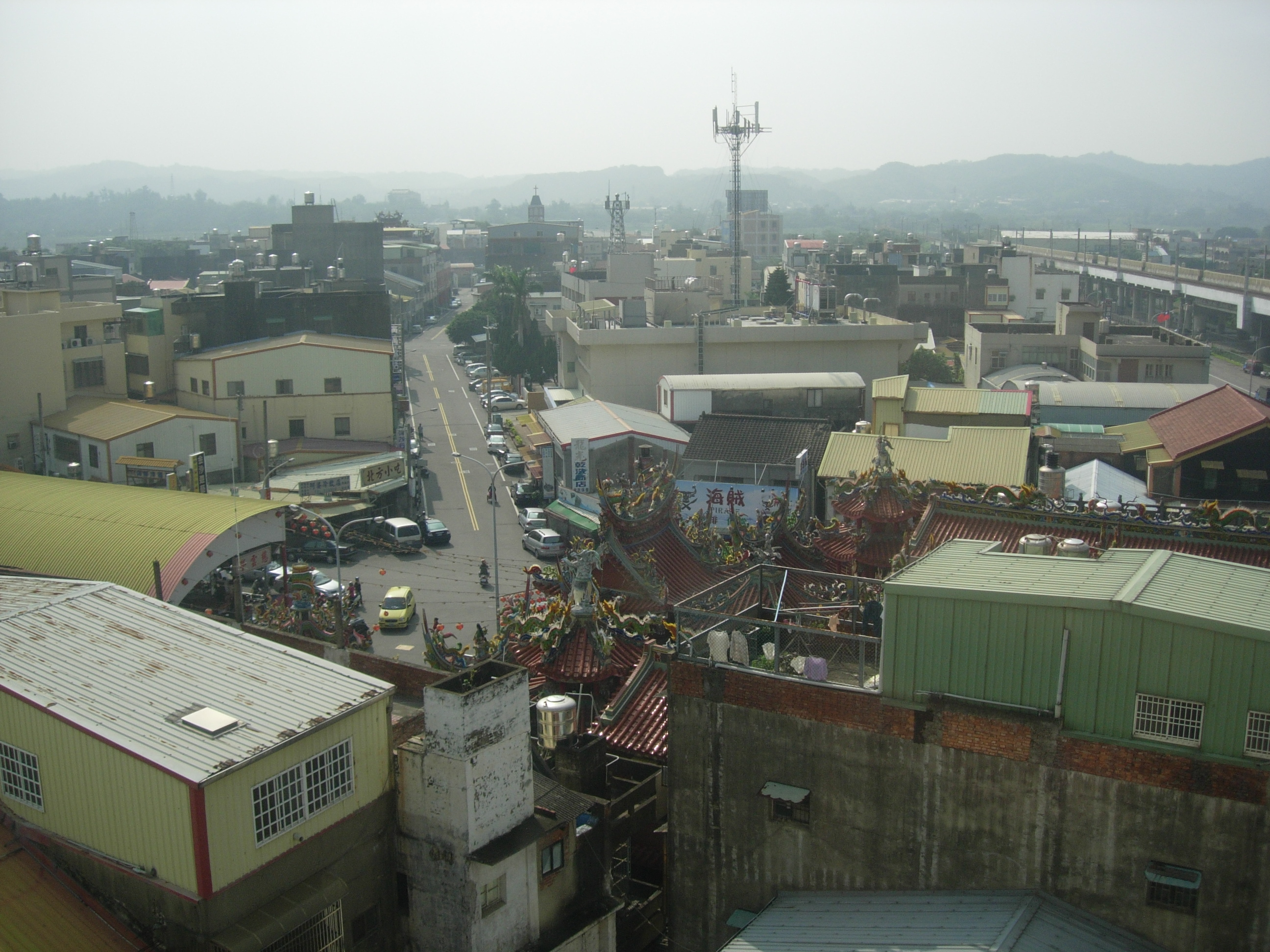
苗栗縣後龍鎮
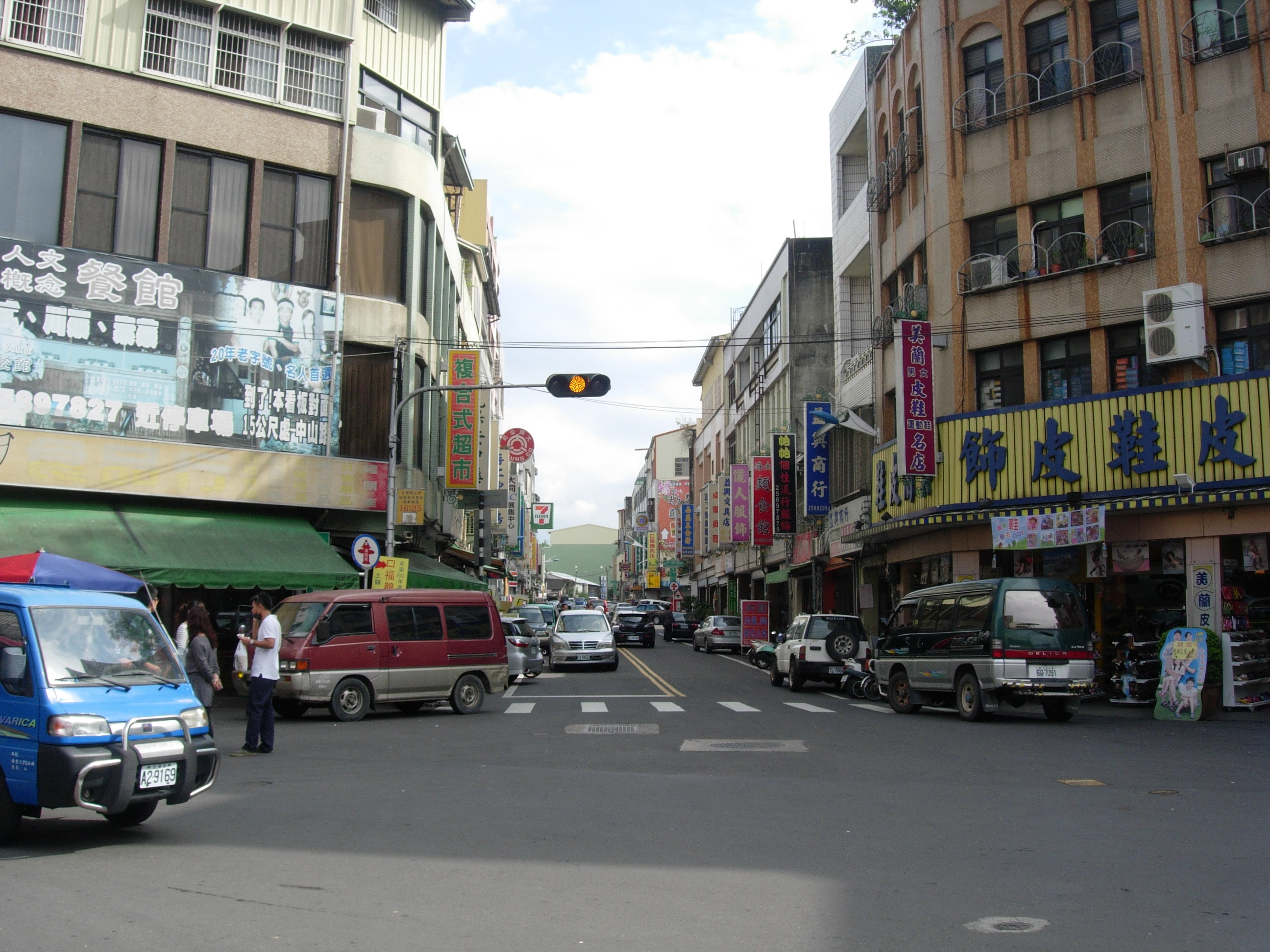
苗栗縣卓蘭鎮
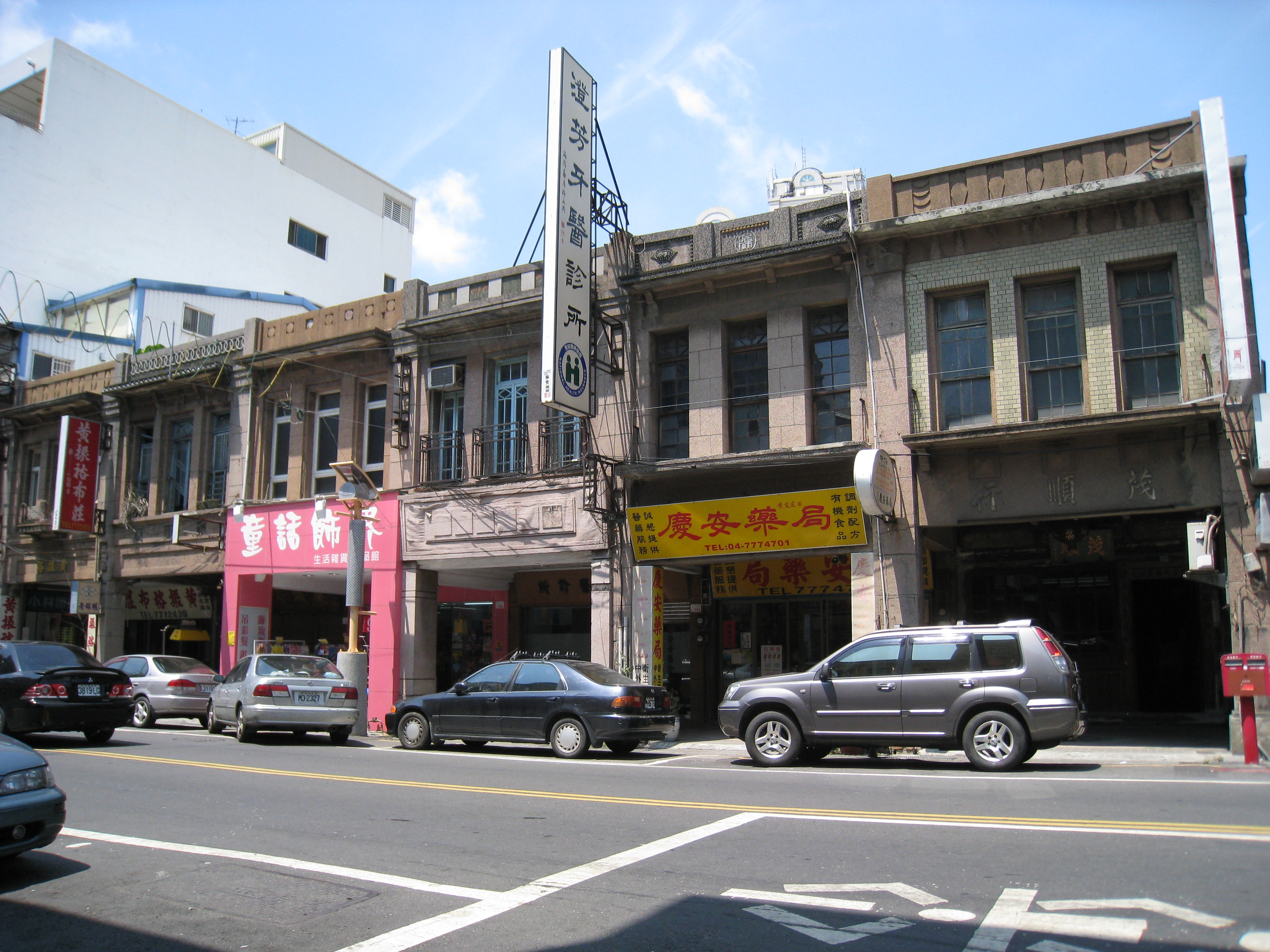
彰化縣鹿港鎮
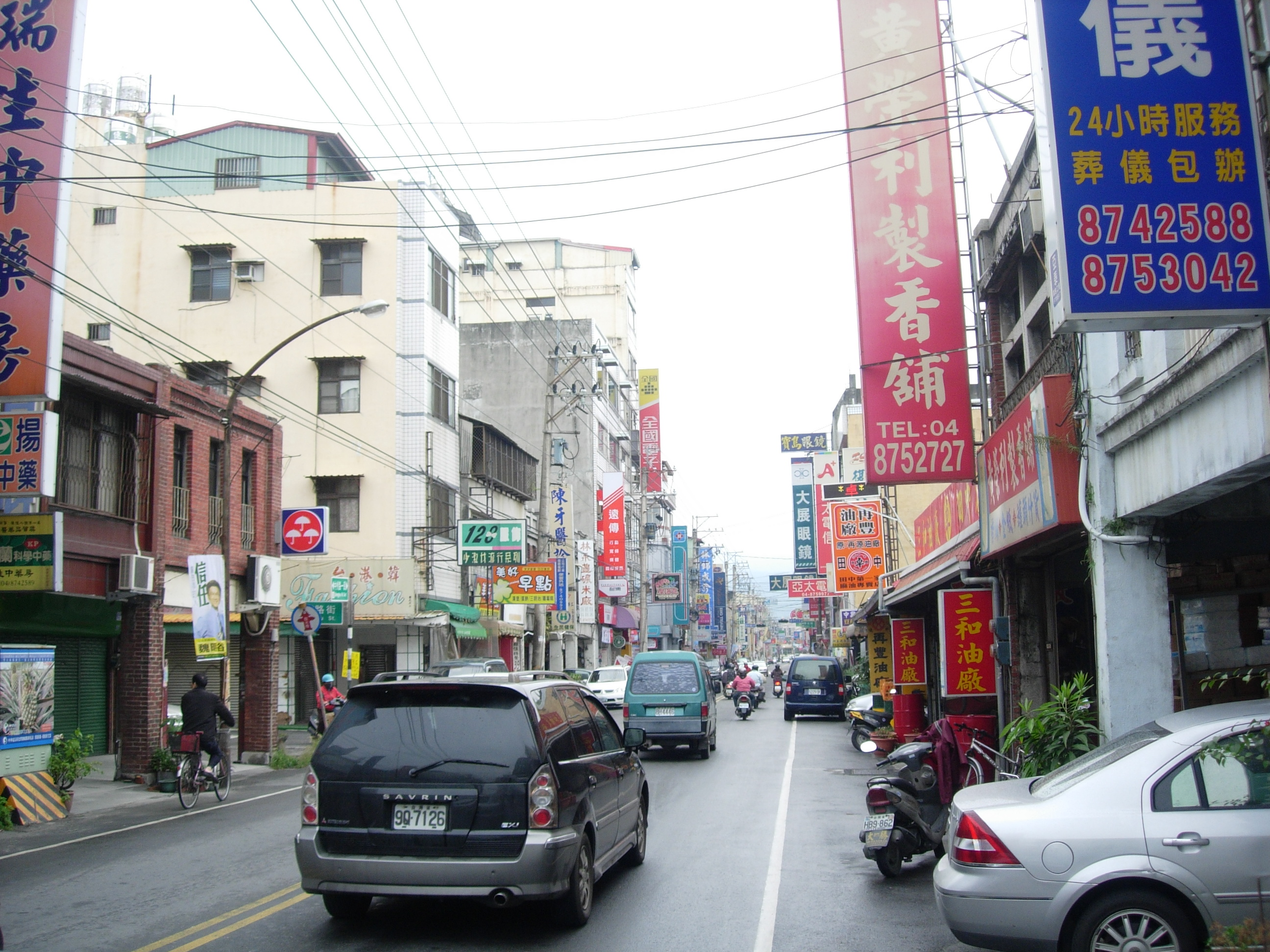
彰化縣田中鎮
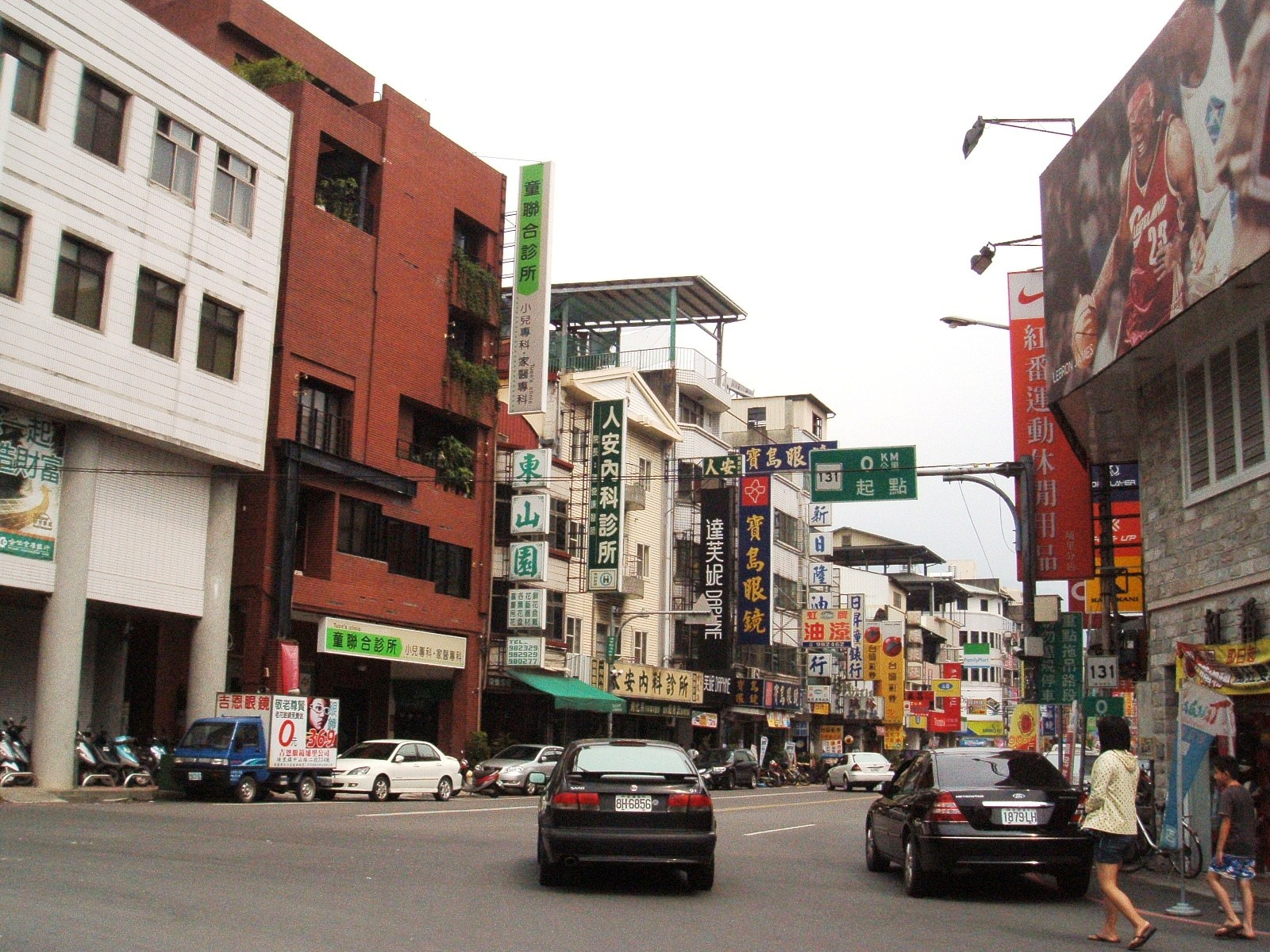
南投縣埔里鎮
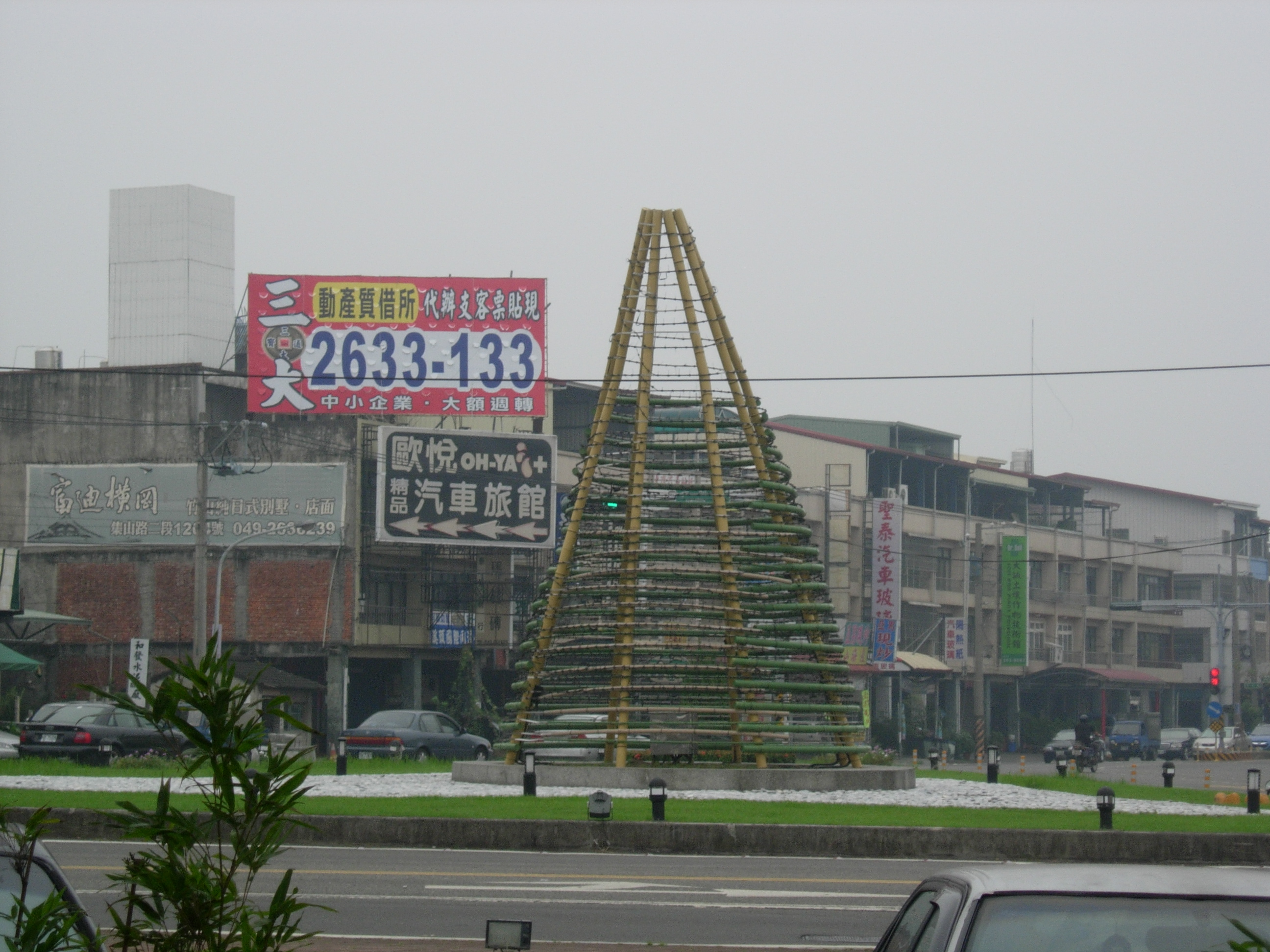
南投縣竹山鎮
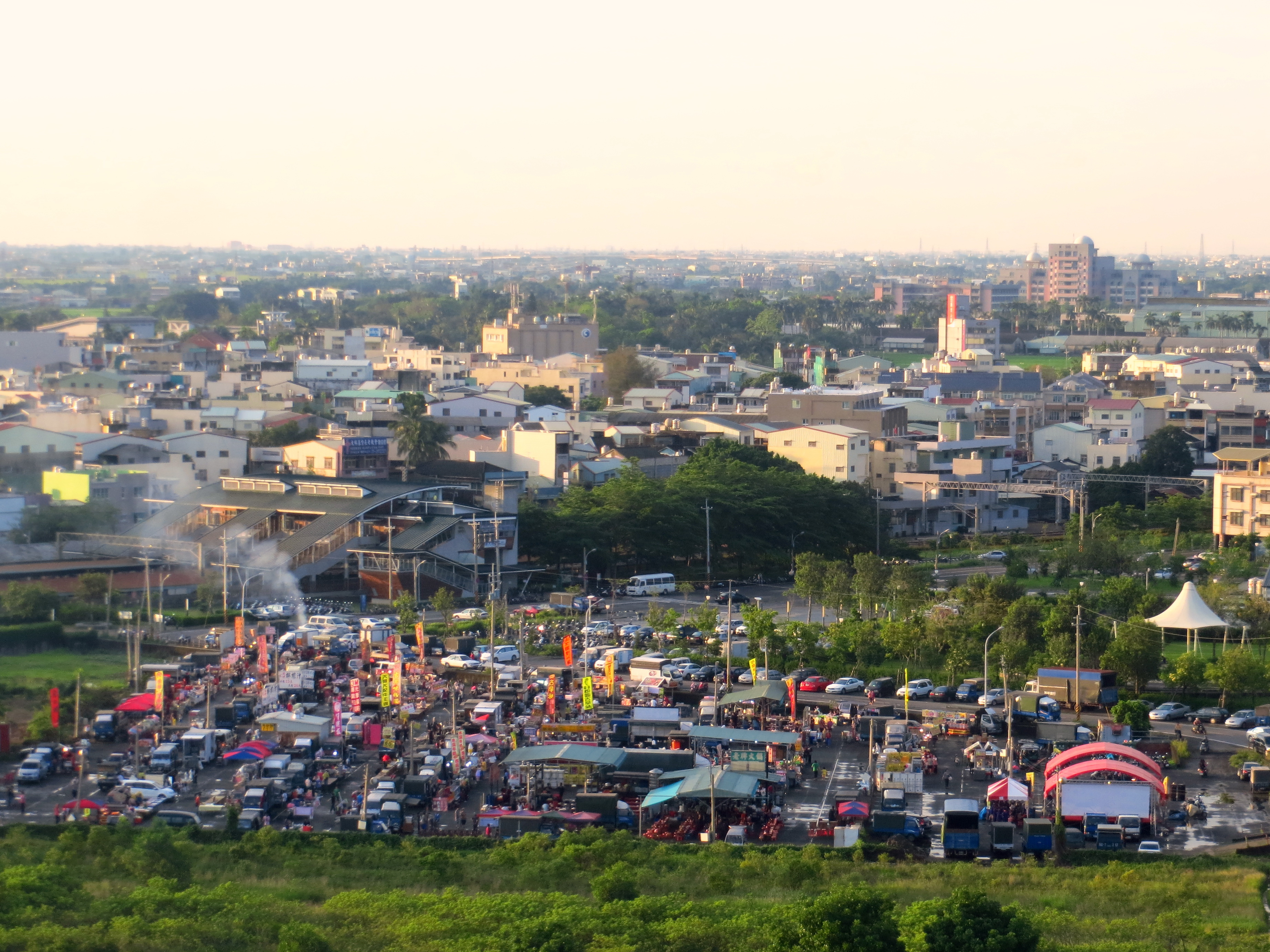
嘉義縣大林鎮
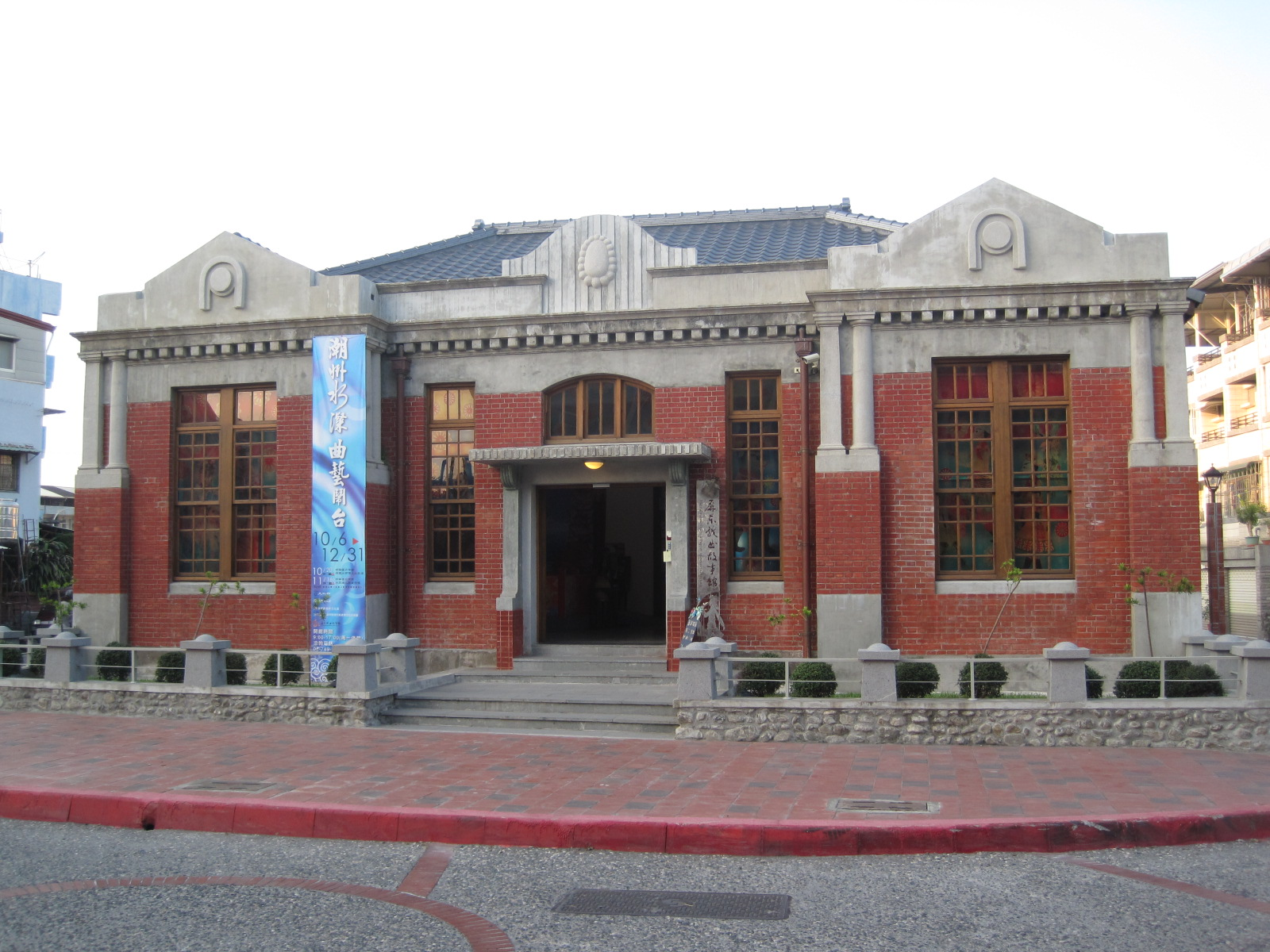
屏東縣潮州鎮
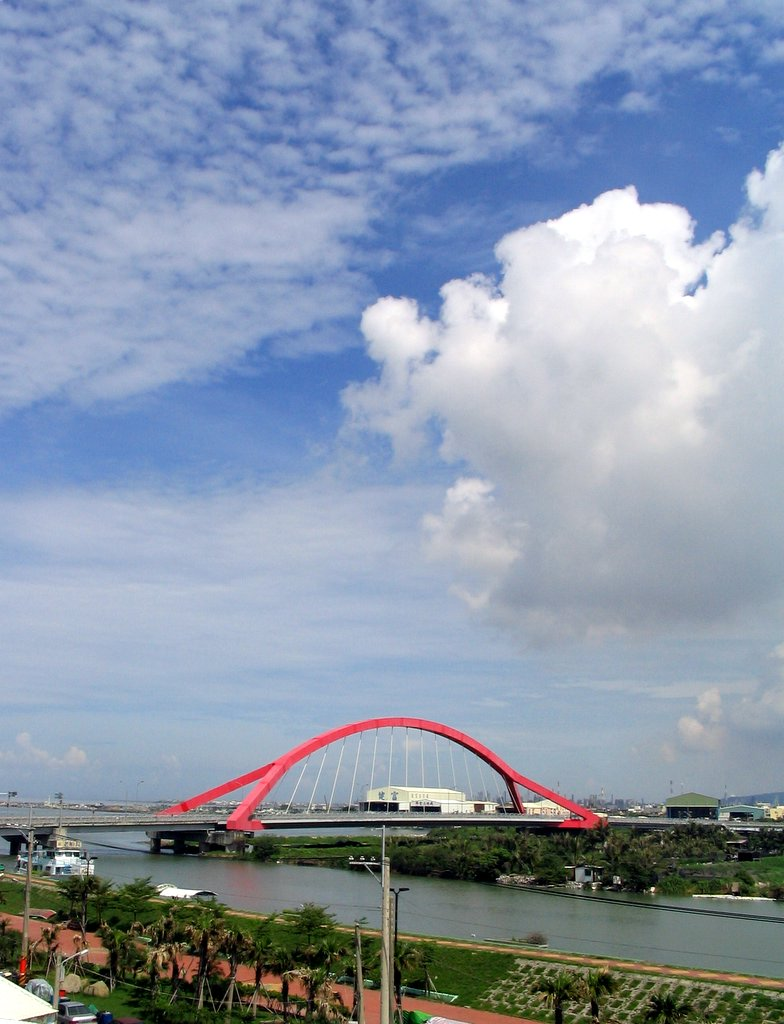
屏東縣東港鎮
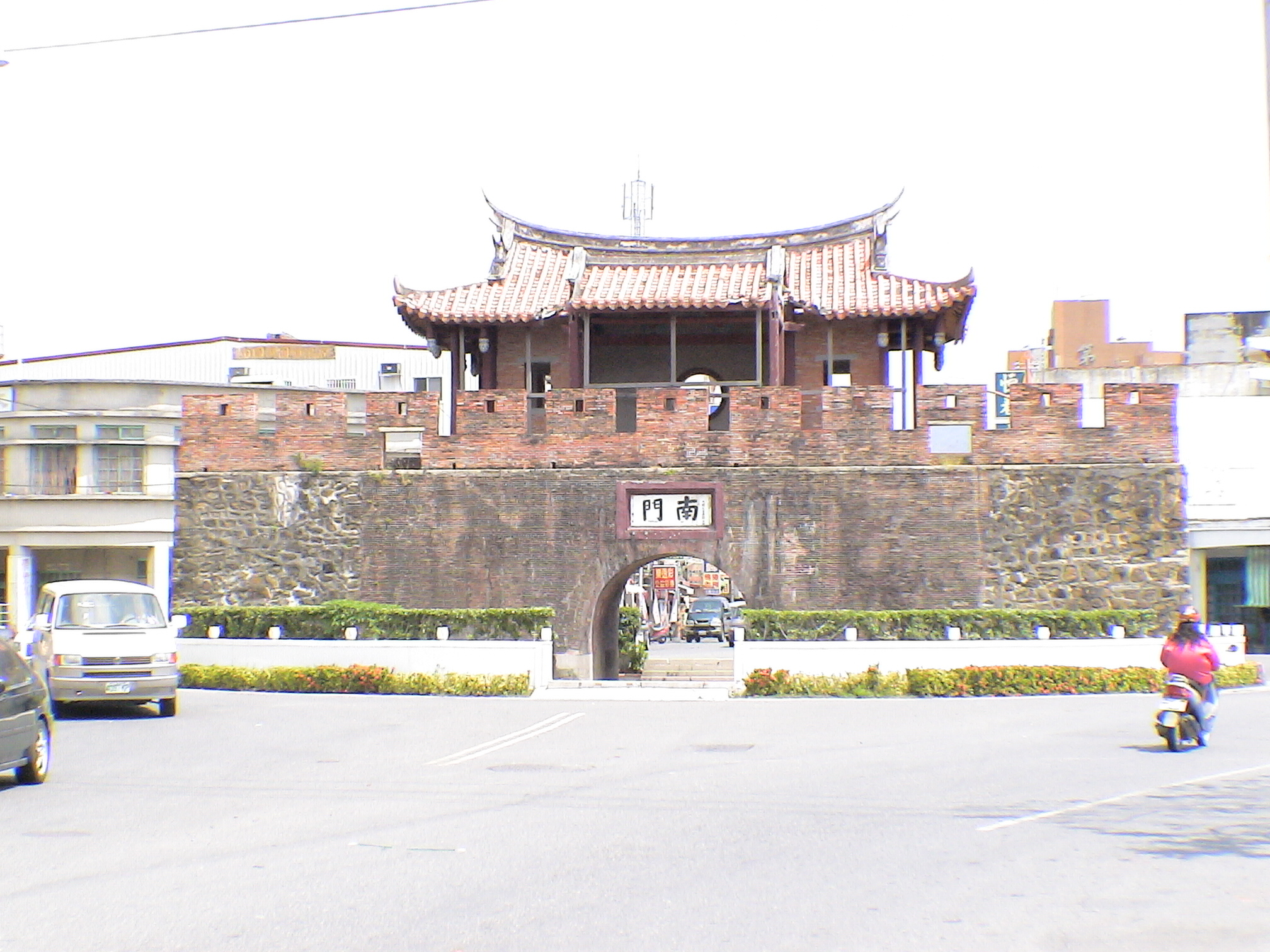
屏東縣恆春鎮
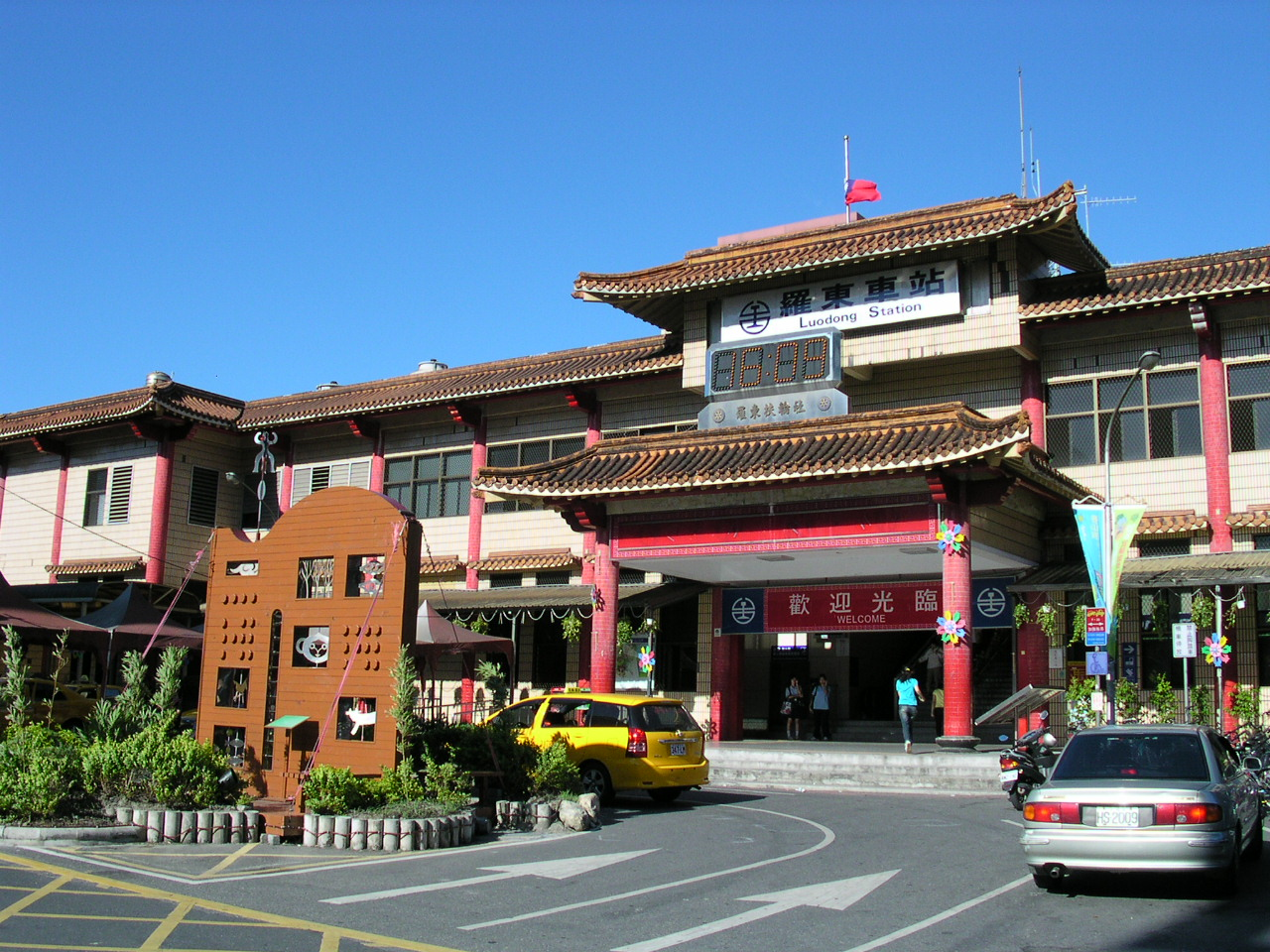
宜蘭縣羅東鎮
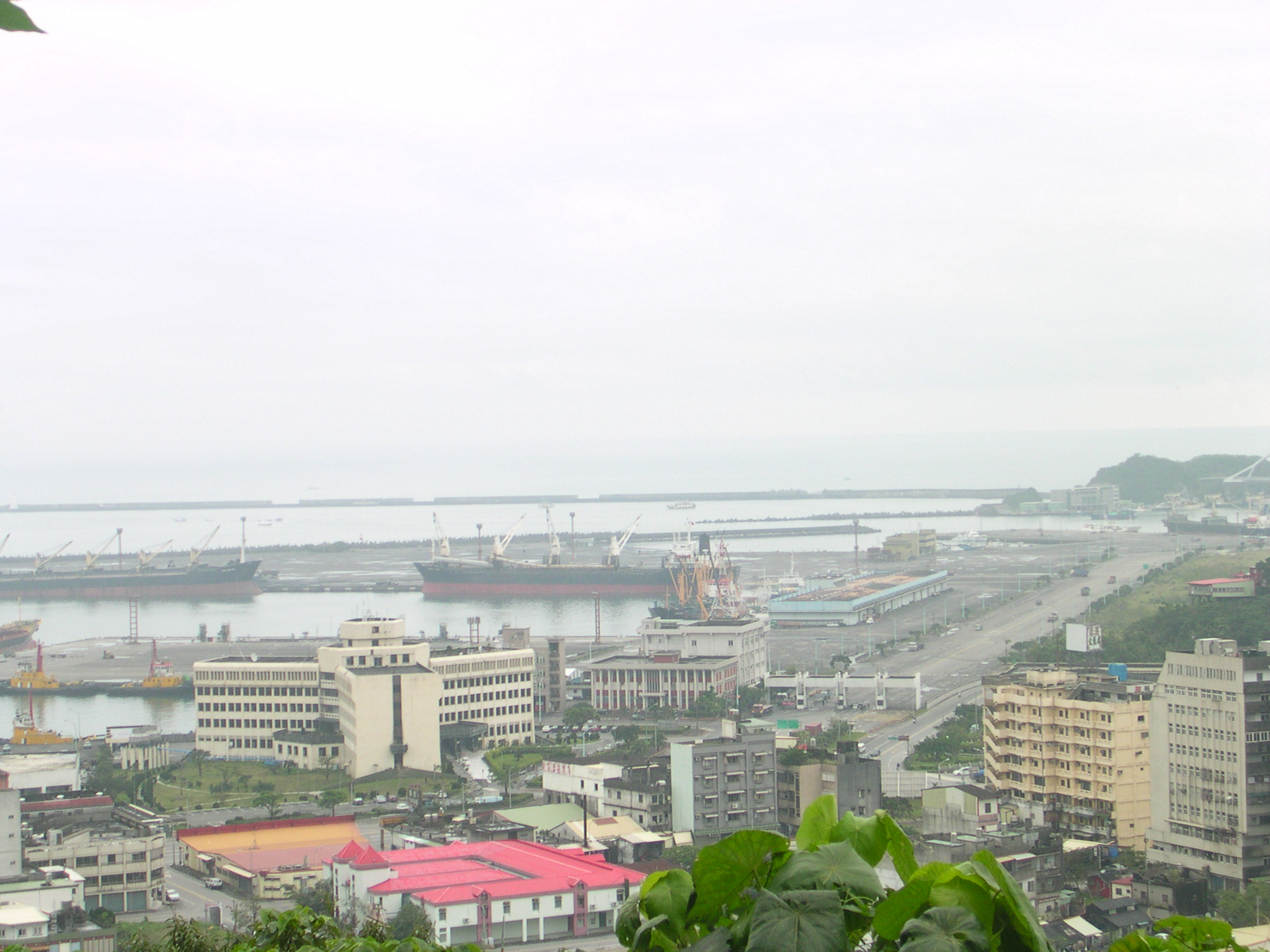
宜蘭縣蘇澳鎮
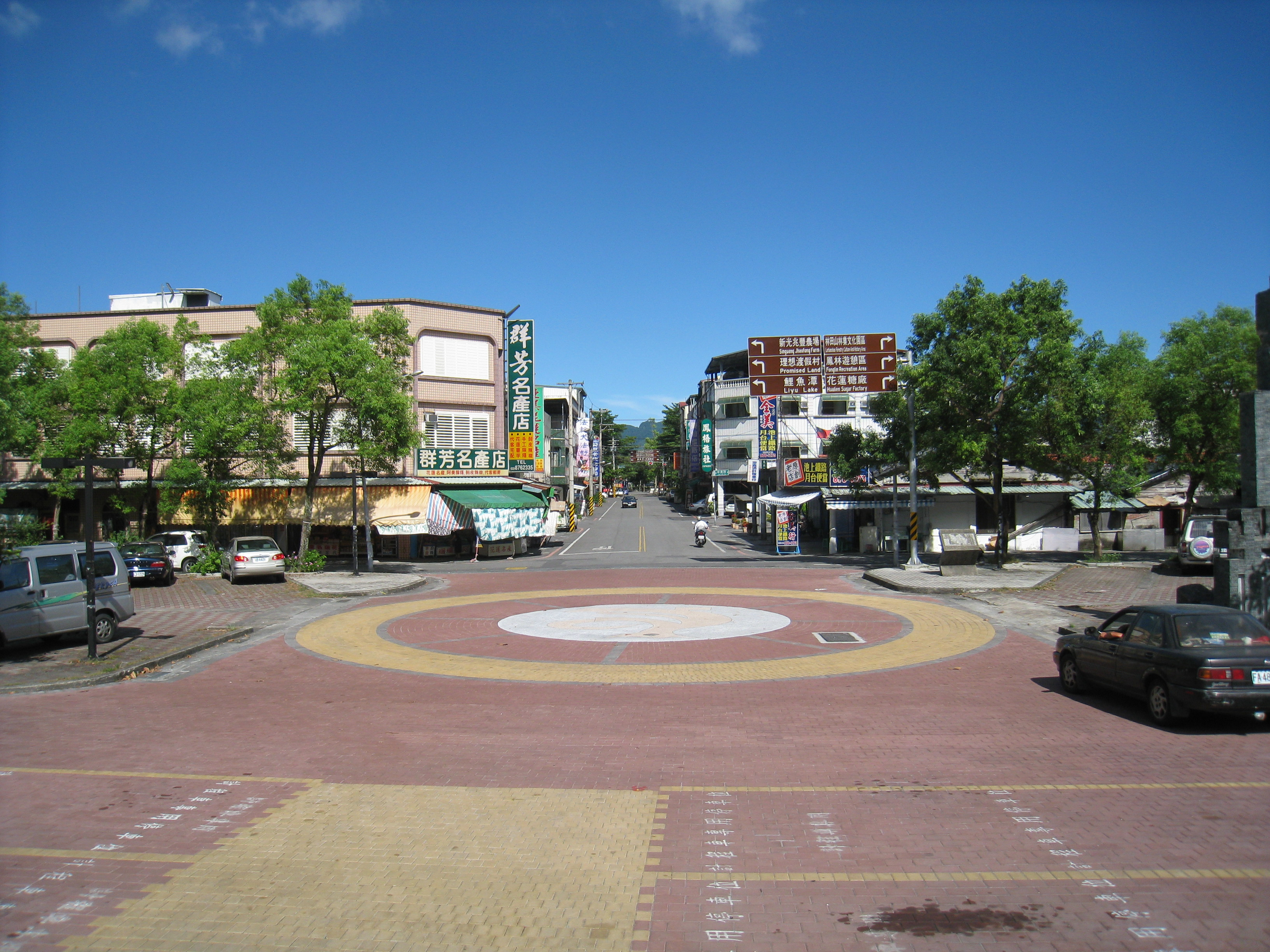
花蓮縣鳳林鎮
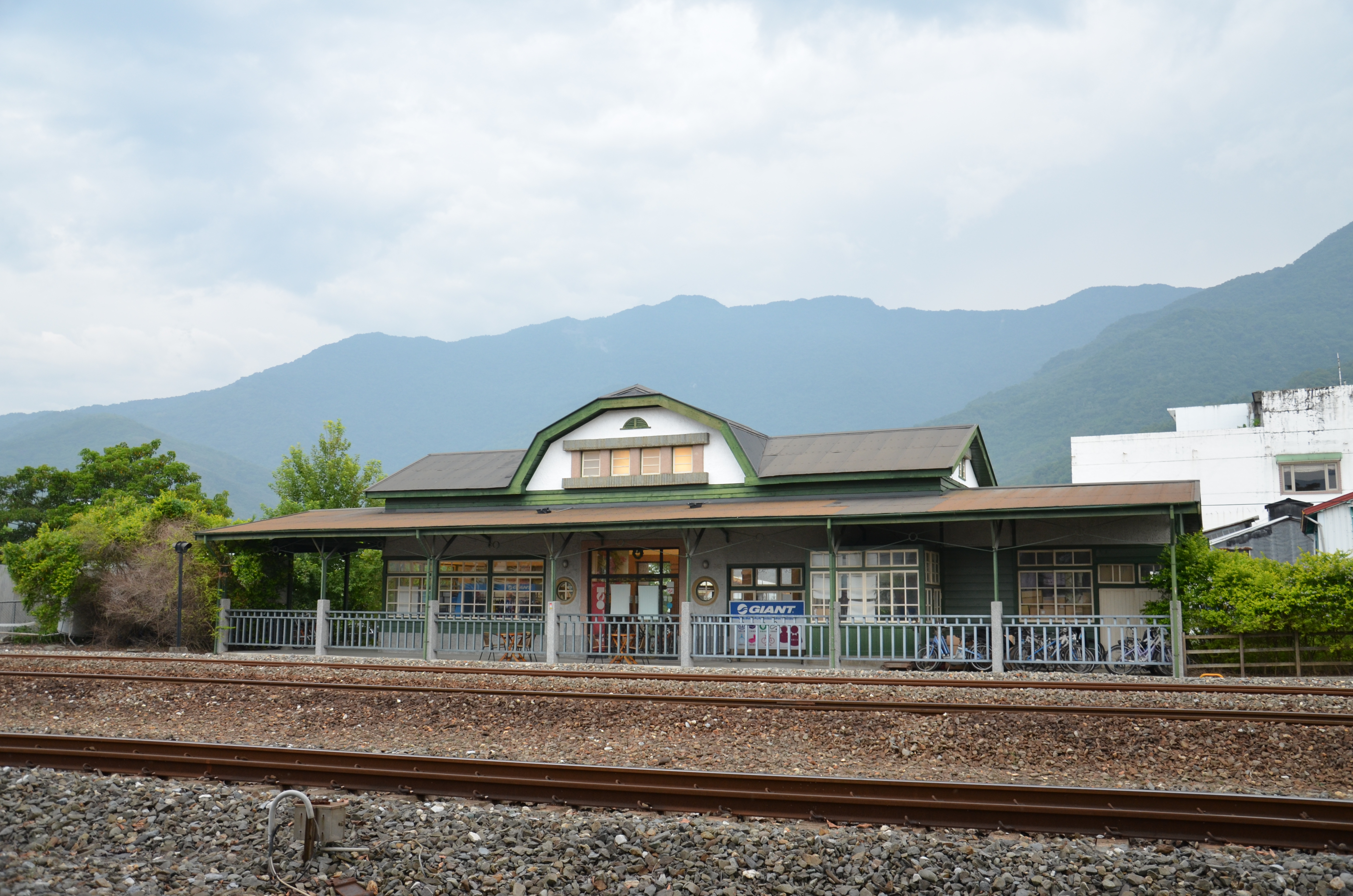
臺東縣關山鎮
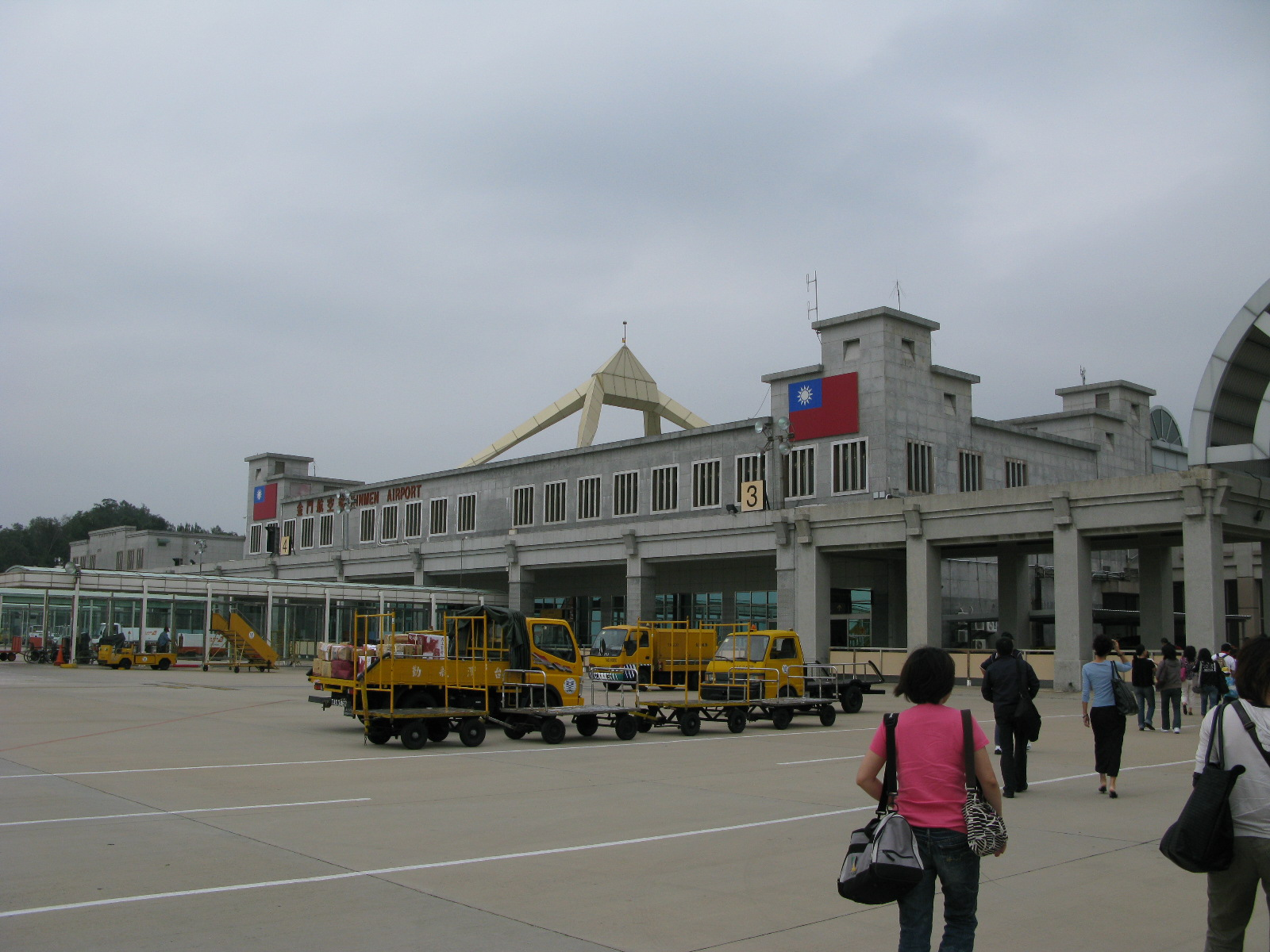
金門縣金湖鎮
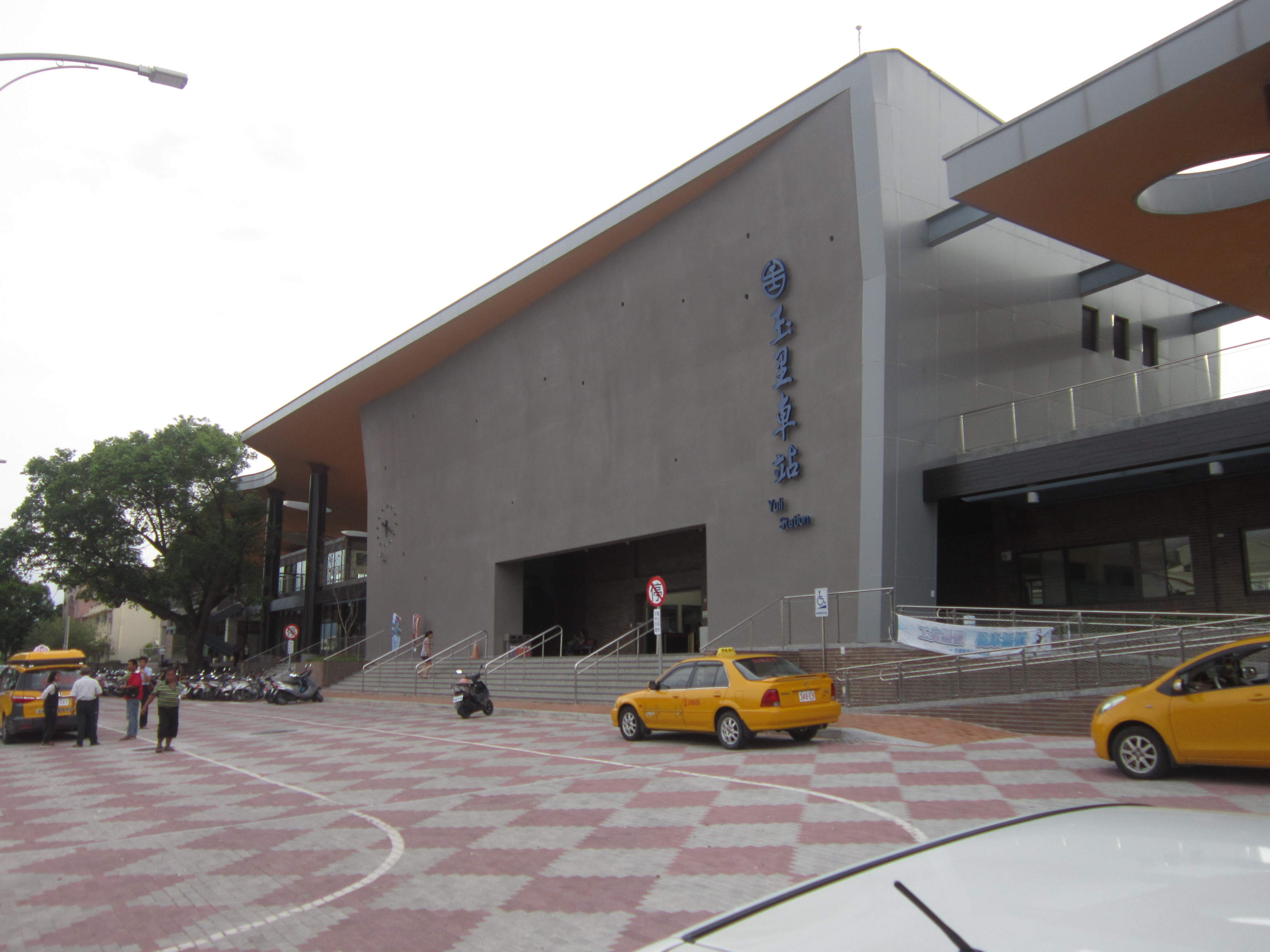
花蓮縣玉里鎮